# Ptolemais Theron
Ptolemais Theron war eine antike Stadt an der afrikanischen Küste des Roten Meeres, südlich von Berenike. Sie wird von antiken Autoren erwähnt, ist aber archäologisch nicht nachweisbar; möglicherweise handelt es sich um die heutige sudanesische Stadt Suakin oder Trinkitat.
Es handelte sich um eine hellenistische Stadtgründung, die Ptolemaios II. zugeschrieben wird. Ptolemais Theron soll vor allem als Jagdstützpunkt gedient haben, speziell zur Elefantenjagd. Die Ptolemäer setzten gefangene afrikanische Elefanten denn auch nachweislich seit Ptolemaios II. im Kampf ein. Des Weiteren scheint die Stadt hinsichtlich der Handelswege am Roten Meer von Bedeutung gewesen zu sein, doch befand sie sich zur Abfassungszeit des Periplus Maris Erythraei (Mitte des 1. Jh. n. Chr.) bereits im Verfall. Den Schilderungen im Periplus zufolge unterstand die Stadt damals dem König Zoskales.